# ساخی‌پور
ساخی‌پور (به لاتین: Sakhipur) یک منطقهٔ مسکونی در بنگلادش است که در ناحیه تانگیل واقع شده‌است. ساخی‌پور ۲۷٫۶۲ کیلومتر مربع مساحت دارد.